# Jules-Édouard Magy
Jules Edouard Magy est un artiste peintre français du XIXe siècle, né à Metz le 24 mars 1827, et mort à Marseille le 6 juillet 1878 . 
Il est surtout connu pour ses peintures orientales ou à sujet biblique.

## Biographie
Jules Édouard (de) Magy naît à Metz en 1827. Il se destine à la peinture et devient l'élève du peintre provençal Émile Loubon. En 1866, il expose à Nancy une toile intitulée « Chevrier arabe ».  Il expose également au Salon des artistes français, où il obtient une mention honorable. Considéré par certains comme un « peintre marseillais », Magy est connu surtout pour sa peinture orientaliste. Jules Edouard Magy décède à Marseille en 1878.

## Œuvres
- Ruth et Booz, (huile sur toile), Musée des beaux-arts de Marseille[3].
- L’arrivée des musiciens (huile sur toile), collection particulière[4].
- Chamelier conduisant un troupeau de moutons (huile sur bois), collection particulière[4].
- Convoi de moissonneurs dans un défilé de l'Atlas (huile sur toile), collection particulière[4].
- Le recensement sous les ombrages ((huile sur bois), collection particulière[4].